# Robert Harvey
Robert Harvey (né Robert James Harvey à Oakland (Californie) en 1951), est philosophe, théoricien de la littérature, traducteur et écrivain.

## Biographie
Il est Distinguished Professor émérite de l’Université de Stony Brook (New York) où il enseignait la littérature comparée, les littératures de langue française, la philosophie et la théorie générale. Ses recherches et ses publications sont principalement axées sur les interpénétrations des discours littéraires et philosophiques.
Harvey a écrit sur Samuel Beckett, Primo Levi, Michel Foucault, Jean-François Lyotard, Jean-Paul Sartre, Marguerite Duras, Marcel Duchamp et Michel Deguy et a traduit plusieurs ouvrages de Lyotard, Deguy, Foucault, Jacques Derrida, Paul Ricoeur ainsi que d’autres penseurs français. Ses livres les plus récents sont Witnessness: Beckett, Levi, Dante and the Foundations of Ethics (Continuum, 2010) and Sharing Common Ground: A Space for Ethics (Bloomsbury, 2017) et Parmi les gisants: Penser le cimetière (P.U.F., 2024). Harvey a collaboré avec un groupe d’universitaires à l’édition des œuvres complètes de Marguerite Duras dans la Pléiade, volumes I et II publiés en octobre 2011 et les volume III en mai 2014.
Harvey a dirigé le Département de Cultural Studies et Comparative Literature à l’Université de Stony Brook jusqu’en 2017, date à laquelle ces disciplines ont été arbitrairement éliminées par décision stratégique. Auparavant il avait dirigé le Département de Cultural Analysis and Theory (2002 à 2015). Il a été également élu Directeur de Programme au Collège International de Philosophie à Paris, de 2001 à 2007.
Harvey est titulaire d’un B.A. en Littérature française de l’Université de Californie à Berkeley (1972) et d’un M.A. de San Francisco State University (1975). De retour dans le monde académique en 1980, après une période de militantisme, il a soutenu une thèse de doctorat à l’Université de Californie à Berkeley en 1988 sur la pensée éthique de Jean-Paul Sartre. Durant cette période il était également étudié à l’École Normale Supérieure et l’Université de Paris VII (Jussieu). Harvey a obtenu son Habilitation à diriger les recherches (H.D.R.) en 2001, en soutenant une deuxième thèse doctorale intitulée « Les Styles de l’éthique ».

## Monographies
- 2025 : The Rhetoric of Manipulation: Unmasking Semantic Perversion. New York & London: Bloomsbury.
- 2024 : Parmi les gisants. Penser le cimetière, Paris, P.U.F.
- 2017 : Sharing Common Ground: A Space for Ethics, New York & London: Bloomsbury.
- 2010 : Witnessness: Beckett, Levi, Dante and the Foundations of Ethics, New York & London: Continuum; translated as Témoignabilité par Thierry Gillyboeuf, Geneva: MetisPresses, 2015.
- 2009 : Les Écrits de Marguerite Duras. Bibliographie des œuvres et de la critique, 1940-2006 (avec Bernard Alazet et Hélène Volat). Paris: Éditions de l'Imec.
- 2006 : De l'exception à la règle. USA PATRIOT Act (avec Hélène Volat), Paris: Lignes & Manifestes.
- 2003 : Témoins d'artifice, Paris: L'Harmattan.
- 2002 : Les Écrits de Michel Deguy: Bibliographie des œuvres et de la critique, 1960-2000, Paris: Éditions de l'Imec.
- 1997 : Marguerite Duras: A Bio-Bibliography (avec Hélène Volat), Westport, CT: Greenwood Press.
- 1991 : Search for a Father: Sartre, Paternity and the Question of Ethics, Ann Arbor: University of Michigan Press.

## Collectifs édités
- 2014 : Marguerite Duras, Œuvres complètes (dir. Gilles Philippe), Paris: Gallimard (Bibliothèque de la Pléiade), v. 3.
- 2011 : Marguerite Duras, Œuvres complètes (dir. Gilles Philippe), Paris: Gallimard (Bibliothèque de la Pléiade), vv. 1-2.
- 2009 : Filiation and Its Discontents (avec E. Ann Kaplan and François Noudelmann), Stony Brook: The Humanities Institute (Occasional Papers, 5).
- 2004 : Politique et filiation (avec E. Ann Kaplan and François Noudelmann), Paris: Kimé.
- 2003 : Queer: Repenser les identités / Rue Descartes 40 (avec Pascal Le Brun-Cordier), Paris: Presses Universitaires de France.
- 2002 : Marguerite Duras: la tentation du poétique (avec Bernard Alazet and Christiane Blot-Labarrère), Paris: Presses de la Sorbonne-Nouvelle.
- 2001 : Jean-François Lyotard: Time and Judgment / Yale French Studies 99 (avec Lawrence R. Schehr), New Haven, CT: Yale University Press.
- 2001 : Joyous Wakes, Dignified Deaths: Reflections on Death and Dignity, Stony Brook: The Humanities Institute (Occasional Papers, 2).
- 2000 : Afterwords: Essays in Memory of Jean-François Lyotard, Stony Brook: The Humanities Institute (Occasional Papers, 1).

## Traductions
- 2023 : Jean-François Lyotard. Readings in Infancy (avec Kiff Bamford). New York & Londres: Bloomsbury.
- 2018 : Michel Deguy. To That Which Ends Not. Threnody. Brooklyn: Spuyten Duyvil.
- 2001 : Jean-François Lyotard. Soundproof Room: Malraux's Anti-Aesthetics, Stanford: Stanford University Press.
- 1999 : Jean-François Lyotard. Signed, Malraux, Minneapolis: University of Minnesota Press.
- 1989 : Michel Meyer, ed. From Metaphysics to Rhetoric, Dordrecht: Kluwer.